# بريم كومار (ممثل)
بريم كومار هو ممثل هندي، ولد في 18 أبريل 1976 في الهند. من الجوائز التي نالها جائزة فيلم فير جنوب.

## جوائز
- جائزة فيلم فير جنوب

## وصلات خارجية
- بريم كومار (ممثل) على موقع IMDb (الإنجليزية)
- بريم كومار (ممثل) على موقع قاعدة بيانات الفيلم (الإنجليزية)